# Grote kommazweefvlieg
De grote kommazweefvlieg (Eupeodes luniger) is een vliegensoort uit de familie van de zweefvliegen (Syrphidae). De wetenschappelijke naam van de soort is voor het eerst geldig gepubliceerd in 1822 door Meigen.

## Afbeeldingen

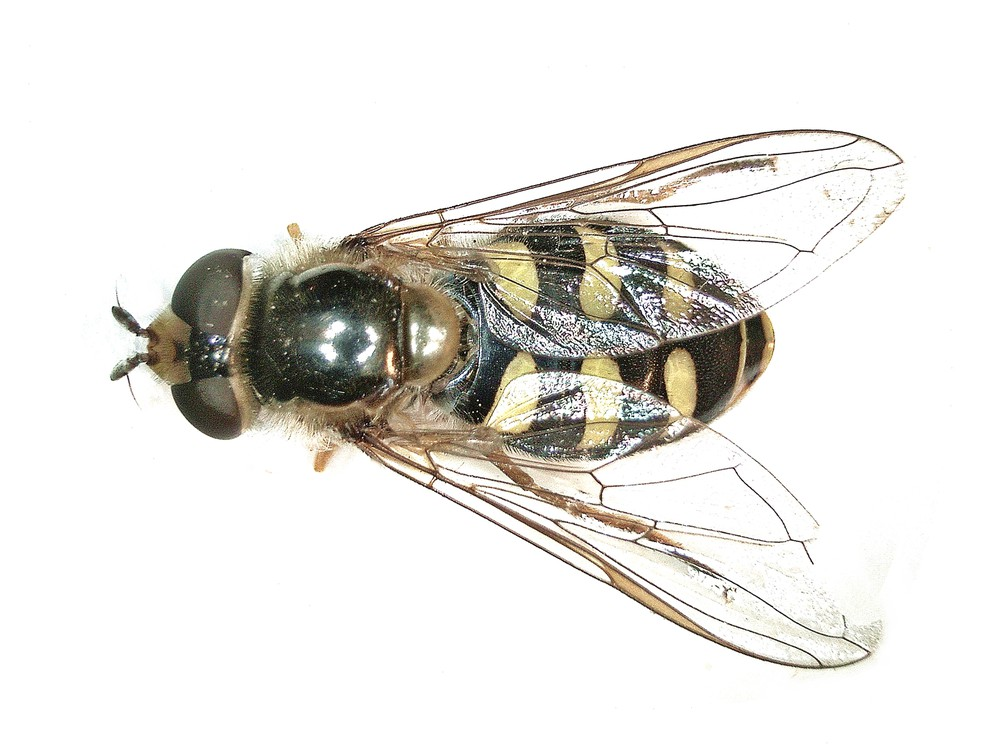
bovenkant
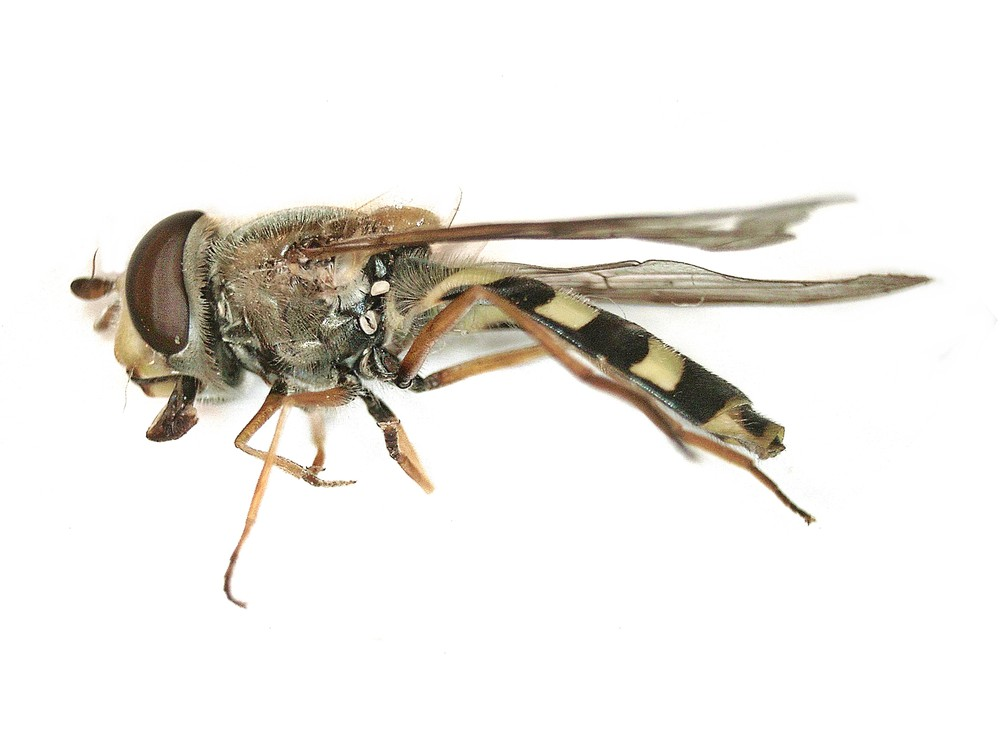
zijkant
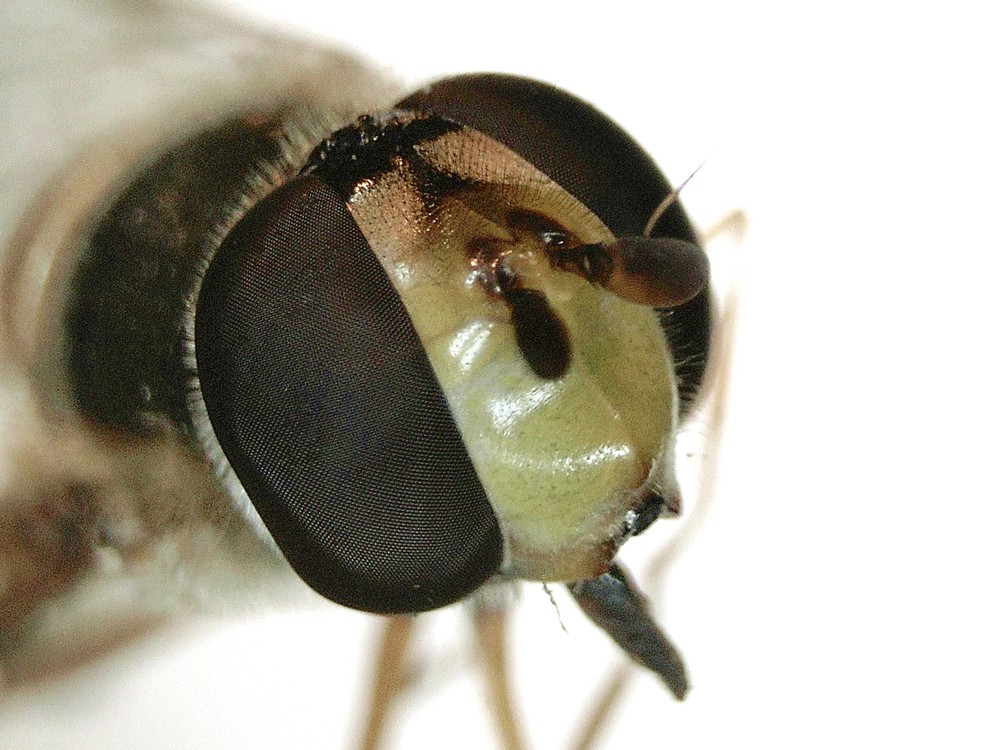
detail kop